# La Champa Canchanivaltic
La Champa Canchanivaltic är en ort i Mexiko.   Den ligger i kommunen Ocosingo och delstaten Chiapas, i den sydöstra delen av landet, 800 km öster om huvudstaden Mexico City. La Champa Canchanivaltic ligger 834 meter över havet och antalet invånare är 221.
Terrängen runt La Champa Canchanivaltic är varierad, och sluttar söderut. Runt La Champa Canchanivaltic är det glesbefolkat, med 16 invånare per kvadratkilometer. Närmaste större samhälle är Cinco de Febrero, 4,4 km öster om La Champa Canchanivaltic. I omgivningarna runt La Champa Canchanivaltic växer i huvudsak städsegrön lövskog.